# 怒江，一条丢失的峡谷
《怒江，一条丢失的峡谷》（法語：Nujiang, La Vallée Perdue），是中國與法國合作的一部紀錄片，由吕乐導演。

## 剧情简介
怒江峡谷位于中国云南省西北，与缅甸、西藏交界。峡谷中居住着傈僳族、怒族、独龙族、彝族、白族、藏族和景颇族等少数民族。这部拍摄于1986年，1989年剪接完成的纪录电影，细腻地描述了峡谷居民的节日生活，以及宗教仪式。影片放映后得到法国电影资料馆馆长让·卢师（Jean Rouch）的高度评价。

## 获奖情况
- 1990年获巴黎人类学电影节大奖